# Ennstaler bergschecken
L'ennstaler bergschecken est une race bovine autrichienne. Issue de zone de montagne, c'est une race rustique qui a été sauvée in extremis.

## Origine

### Étymologie
En allemand, son nom signifie bovins du piémont de la région de la rivière Enns, dans la région de Styrie.
Elle peut aussi porter les noms de Ennstaler Bergscheck, Ennstaler Schecken, Helmete ou Kampete.

### Historique
Des restes archéologiques de bovins préhistoriques ont révélé la présence très ancienne de bovins rouges et des études ADN ont révélé l'origine locale de l'Ennstaler Bergschecken et que sa morphologie a peu changé. À partir du XVIIIe siècle, les éleveurs introduisent des races bovines plus grandes. Elle a quasi disparu au cours des années 1960, absorbée par la simmental autrichienne.
Dans les années 1980, alors que la race était considérée disparue, deux éleveurs de Styrie ont révélé en posséder encore. À partir de ce petit noyau, une population a pu être reconstituée, dépassant 400 individus en 2014.

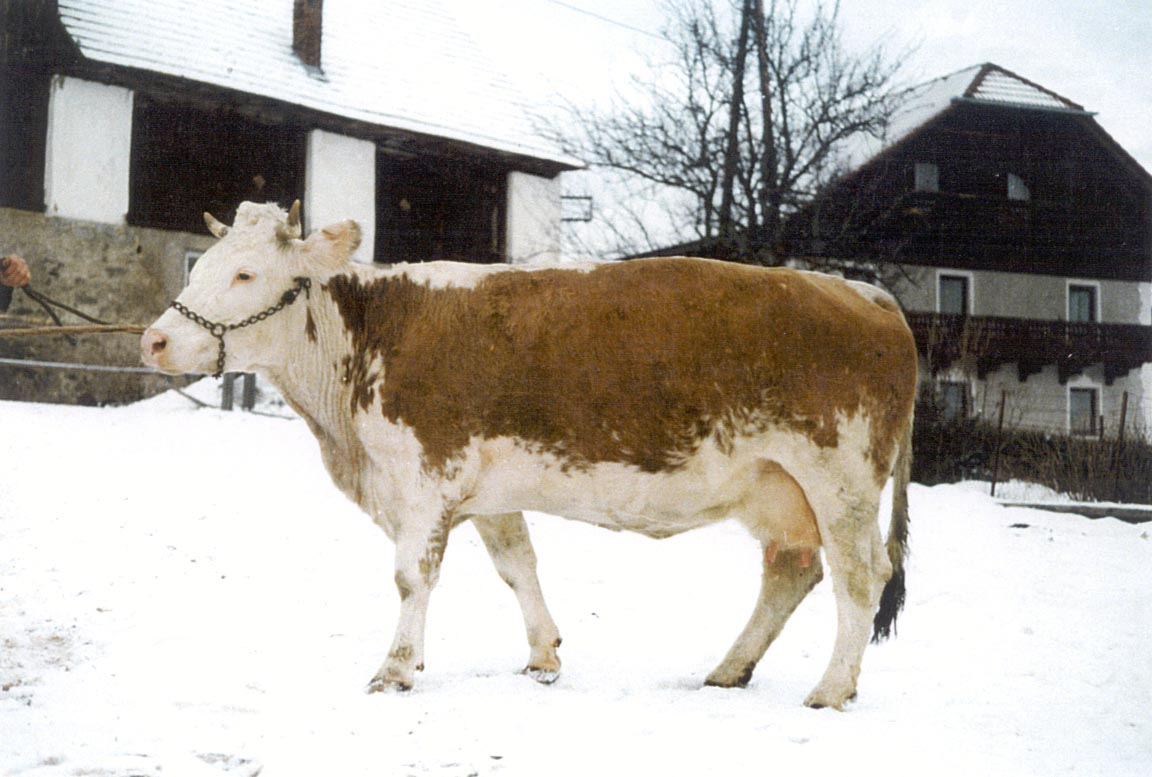
Robe rouge sur fond enneigé.

## Morphologie
Elle porte une robe pie rouge. La tête, les membres, le ventre et la ligne dorsale sont blancs. Les flancs portent des taches plus ou moins grosses délimitées par des mouchetures. Elle a de fines cornes claires à pointe sombre. Elle est de taille moyenne à grande avec 130 à 140 cm au garrot.

## Aptitudes

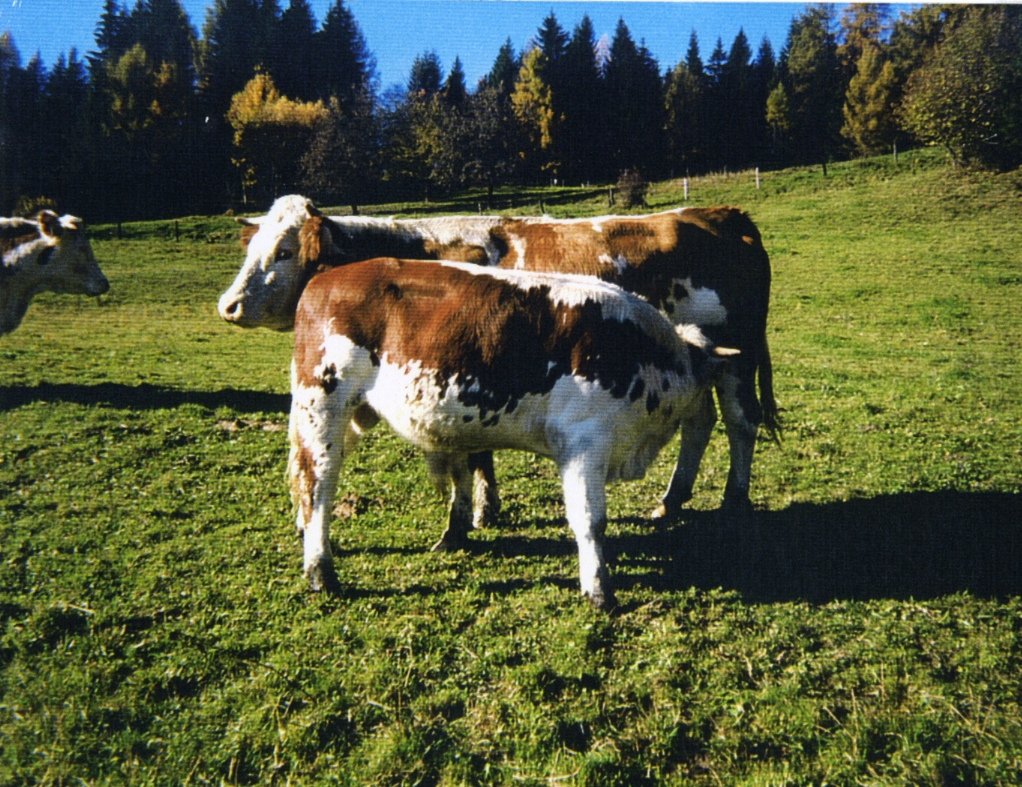
La vache nourrit son veau jusqu'à un âge avancé.

C'est une race classée mixte, comme beaucoup de races de type ancien. L'aptitude laitière est de 4 400 kg par lactation.
Les éleveurs ont reconverti la race en vache allaitante. La femelle nourrit bien son veau grâce à son lait riche et le couple passe l'été en alpage. La richesse des pâturages permet une nourriture saine exclusivement à base de foin et d'herbe. La rusticité de l'ennstaler bergschencken permet une bonne adaptation à la vie en plein air intégral en altitude pour bien exploiter les prairies.
La qualité de la flore d'altitude donne une viande marbrée, savoureuse et juteuse. Les producteurs ont développé un abattage proche des élevage pour diminuer le stress et préserver cette qualité. Le label « Ennstaler Bergschecken Bio Ochse » a été créé pour mettre en valeur la qualité de cette viande dans les auberges de la région.

## Sources